# AeroVironment
AeroVironment je americká letecká a zbrojní společnost se sídlem v Arlington County. Společnost založil roku 1971 americký letecký průkopník Paul B. MacCready. Pod jeho vedením postavila Gossamer Condor, první použitelné letadlo poháněné lidskou silou. Později vyvíjelo experimentální bezpilotní letadla pro NASA. Společnost je významným dodavatelem bezpilotních letadel pro americké ozbrojené síly.

## Výrobky
- Gossamer Condor – První skutečně použitelné letadlem poháněným lidskou silou. Získalo Kremerovu cenu.
- Gossamer Albatross – První letadlo poháněné lidskou silou, které překonalo Lamanšský průliv.
- Gossamer Penguin – Albatross upravený na solární pohon.
- Solar Challenger – Letoun na solární pohon.
- NASA Pathfinder, NASA Centurion, NASA Helios – Pro NASA vyvinuté bezpilotní letouny na solární pohon, mající velkou vytrvalost a operující ve velkých výškách. Měly sloužit jako nosiče senzorů a komunikační platformy. Letoun Helios dokázal dosáhnout výšky až 29 523,8 m.
- AeroVironment FQM-151 Pointer – Vojenský průzkumný dron.
- AeroVironment RQ-11 Raven – Lehký vojenský průzkumný dron.
- AeroVironment Wasp III – Miniaturní průzkumný vojenský dron.
- AeroVironment RQ-14 Dragon Eye – Miniaturní průzkumný vojenský dron.
- AeroVironment RQ-20 Puma – Lehký vojenský průzkumný dron.
- AeroVironment Nano Hummingbird – Experimentální miniaturní dron vzhledem a způsobem letu napodobující kolibříka.
- AeroVironment Switchblade – Lehký dron sloužící k průzkumu a jako vyčkávací munice.